# Trioncinia
Trioncinia é um género botânico pertencente à família Asteraceae. Contém uma única espécie, Trioncinia retroflexa (F.Muell.) Veldkamp.